# 대전선유초등학교
대전선유초등학교(大田仙遊初等學校)는 대한민국 대전광역시 서구 관저동에 있는 공립 초등학교이다.
총 학생 수는 1067명으로, 교사는 67명, 교직원은 33명 등으로 각각 구성되어 있다.

## 연혁
- 2017년 9월 1일 : 개교

## 인사법
"존경합니다"라고 학생이 하면 교장 선생님, 교감 선생님, 담임 선생님, 모든 선생님은 "사랑합니다"라고 한다.

## 상징
- 교화 - 영산홍: 열정, 공동체의식, 상부상조, 아름다운 품성을 상징
- 교목 - 소나무
  - 희망, 인내, 높은 기상, 곧은 의지를 상징
  - 소나무의 모습을 닮아 푸르고 꿋꿋한 올곧은 심성과 씩씩한 기상으로 자라나는 의미를 지님

## 사건
- 대전 초등학생 살해 사건

## 참고 자료
- 대전선유초등학교 - 한국교육학술정보원 학교알리미